# Pieter Tham
Peter Hugo Sebastian "Pieter" Tham, född 7 september 1949, är en svensk ekonomijournalist, finansman och författare. Han tillhör den adliga ätten Tham.

## Biografi
Tham har beskrivit sin uppväxt under 1960-talet i den självbiografiska boken En gentleman av den sämre sorten. Han har sedan, även här självbiografiskt, i The Sebastians: 60-talsgruppen Gud glömde beskrivit hur han som en av fyra unga grabbar med popdrömmar var en del av detta band, samt andra glimtar från musik och miljöer på 1960-talet. Hans bok Rekordvinnaren är en spänningsroman som behandlar det kända temat "pengar är lika med lycka/olycka". Hans fjärde bok Skuggor över Golden Gate är en spänningsroman i San Francisco-miljö.
Han har varit journalist vid Dagens Industri, Veckans Affärer och SVT där han arbetat med ekonominyheter och senare som programledare för Lilla Aktuellt.
Pieter Tham har frilansat för svenska tidningar i Paris, San Francisco och London. Jobbat som journalist på Dagens Industri, Veckans Affärer och Privata Affärer. Varit studioreporter på Aktuellt, Lilla Aktuellt och A-Ekonomi och ingick i en trojka som startade TV8. Arbetat inom eget företag som medietränare av offentliga personer i näringsliv och politik.
Nu delar han stadslivet med livet på en gård i Sörmland. Rekordvinnaren är hans första spänningsroman.
Pieter Tham är son till generalkonsul Wilhelm Tham och Jeanette von Heidenstam samt gift sedan 1975 med Lottie Tham, dotter till H&M-grundaren Erling Persson. Paret har tre barn.